# Климово (Чувашия)
Кли́мово (чув. Кӗлӗмкасси) — село в Ибресинском районе Чувашской Республики Российской Федерации.
Село расположено по обе стороны реки Хухурлы, в 4-х км от остановочного пункта 275 км Горьковской железной дороги, у региональной автодороги 97К-002 «Аниш».
Основано в XVII веке. Первое упоминание приходится на 1612 год. До 2022 года село являлось административным центром муниципального образования — Климовское сельское поселение.

## Этимология
По существующей легенде название села произошло по имени его основателя Клима (Кĕлĕм). Легенда гласит:
Жили-были три брата Андрюш, Чураш и Клим. От непосильных податей и барского гнёта бросив родные места, решили они бежать в глухие леса. Долго шли они по тёмному дремучему лесу и однажды на заре вышли к полноводной реке Хоме. И решили братья обосноваться в её окрестностях. Андрюш со своим семейством поселился на южной стороне, Чураш — на западной, а Клим — у самого берега реки. Но река каждый год разливалась и затопляла деревню. Тогда её жители переселились повыше берегов Хомы к реке Хурхурлы.
Согласно другому варианту легенды, Андрюш, Чураш и Клим в XVII веке основали поселения у реки Хомы, но не сам Клим, а его потомки после того, как Хома разлилась, переселились и расположились на месте будущего населённого пункта по обе стороны речки Хухурлы.
По мнению исследователя чувашских топонимов И. С. Дубанова, чувашское название села Кĕлĕмкасси происходит от слова «кĕлĕм», что означает сбор подаяния, хождение по миру.
Исторические названия населённого пункта: Климова (упоминаются на картах XVIII и XIX века; в частности на карте 1822 года), Климкасы (на карте 1919 года).
Название села стало основой для названия соседней деревни Новое Климово, образовавшейся как выселок села Климова.

## Физико-географическая характеристика

### Географическое положение
Село расположено на Чувашском плато, являющемся частью Приволжской возвышенности.
Расстояние до города Чебоксары 110 км, до посёлка Ибреси 15 км, до города Канаша 23 км. Село, как и вся республика, живёт по московскому времени.
Село окружено полями колхоза «Красный фронтовик». В 4-х км к северу расположен лес Шихранского лесничества Канашского лесхоза. Село расположено на историческом месте — Камаево поле.
Посередине села протекает река Хухурла, имеющая к западу от села запруду под местным названием Плотина. К северо-западу от села находятся ещё два пруда: Масар пĕви (Кладбищенский) и Çӳлти/Мăн пĕве (Верхний/Большой), являющиеся частью речки Ерыкла (впадает в речку Хухурла). В 3 км от села расположено озеро Рассвет. В 2,5-х км северо-восточнее села расположена Глухариная роща (местное чувашское название Карăк çырми) с прудами и несколькими туристическими постройками.

### Климат

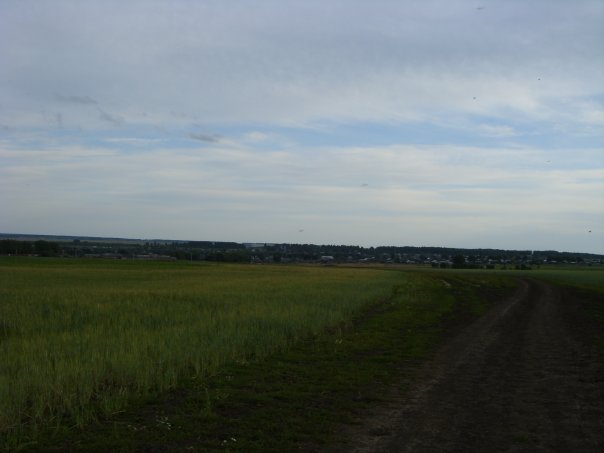
Дорога по полю колхоза «Красный фронтовик» в окрестностях села Климова (2009)

Село расположено в зоне умеренно континентального климата с продолжительной холодной зимой и тёплым, иногда жарким, летом. Число часов солнечного сияния за год составляет около 1937, что составляет 46 % от возможных. Наиболее солнечным является период с апреля по август. За год в среднем бывает 95 дней без солнца.
Среднегодовая температура воздуха равна +2,9 °C. Амплитуда колебаний температуры воздуха довольно велика. Самый холодный месяц: январь, среднемесячная температура — −12,3 °C. Самый жаркий — июль, среднемесячная температура: +18,7 °C. Господствующие ветра: юго-западные. В холодную половину года увеличивается повторяемость южных ветров, а в тёплую половину года — северных. Абсолютный минимум температуры: −42 °C. Абсолютный максимум температуры: +37 °C. Период активной вегетации растений, когда среднесуточная температура выше +10 °C, длится с начала мая до середины сентября и продолжается 133 дня. Безморозный период длится 148 дней. Первый заморозок, в среднем, 2 октября, последний — 6 мая.
Среднее количество осадков за год составляет 530 мм, осадки тёплого периода составляют приблизительно 70 %, максимум осадков приходится на июль: 70 мм. Летние осадки носят ливневый характер и сопровождаются грозами. Устойчивый снежный покров образуется в середине ноября и лежит в течение 5 месяцев. Высота снежного покрова достигает 43 см.
Среднегодовое значение относительной влажности воздуха: 75 %. Май и июнь — самые сухие месяцы. Среднемесячное значение относительной влажности не превышает 64 %, а в холодный период с октября по март — 88 %.
Число дней с туманами и метелями составляет соответственно 24-44 и 54 в год. К одному из опасных метеорологических явлений относятся засухи. Засухи сопровождаются суховеями, которые бывают практически ежегодно: слабые и средние случаются 8-9 раз в 10 лет, интенсивные — 3-4 раза в 10 лет.

### Растительный и животный мир

Пруд Кладбищенский и лесопосадка по оврагу, берёзовая роща

В северном пруду (Кладбищенский пруд) обитают караси, огольцы. Среди представителей водной фауны также встречаются лягушки, водомерки и другие. В июне 2007 года на одном из климовских прудов останавливались белые лебеди. Из птиц в селе встречаются: скворцы, вороны, грачи, воробьи, голуби и другие.
Для озеленения улиц села использованы ивы, берёзы, липы.
Один из окрестных оврагов был облесён климовцем Н. П. Зайцевым, получившем за эту работу бронзовую медаль ВДНХ; местные жители эту лесополосу называют рощей Зайцева.

## История

### Местность до основания деревни
О древних обитателях местности свидетельствует расположенный в 2 км западнее села археологический памятник бронзового века (II — начало I тысячелетия до н. э.) курган близ деревни Тойси-Паразуси. О древних жителях также может свидетельствовать обнаруженный близ села могильник балановской культуры, а также курган Улап-Тапри, расположенный к северо-северо-востоку от Климова, около леса в урочище Шешкелех.
С X века местность находилась на территории Волжской Булгарии, которая в 30-х годах XIII века была завоёвана монголо-татарами и к 1241 году включена в состав Золотой Орды. К началу XV века территория примыкала к расположенному к юго-востоку Дикому полю. В начале XV века после распада Золотой Орды местность, как часть Горной стороны, оказалась на территории образовавшегося в 1438 году Казанского ханства, а в 1551 году со всей Горной (чувашской) стороной отошла к Русскому царству.
Во второй половине XVI века на Камаево поле в Прихомье были пригнаны пленные немцы и литовцы, которые стали жить по соседству с местными чувашами. В это время по обе стороны реки Хухурлы появился населённый пункт. В XVII веке началось заселение окрестных территорий по реке Хоме и её притокам переселенцами-чувашами из северо-восточных и восточных районов «чувашской стороны» и из Заказанья, которые ранее использовали эти места для охоты и бортничества. По версии историка Г. Б. Матвеева, Климово образовалось из трёх околотков.

### 1612—1917 годы

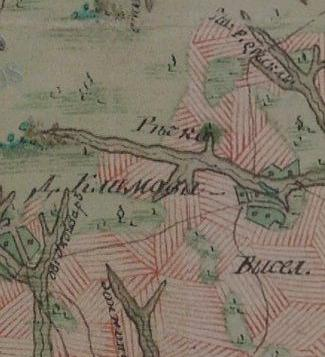
Деревня Климова и его окрестности (1765—1800). Хухурлы отмечена как Речка

Починок Климов существовал ещё в 1612 году. В это время в населённом пункте вместе с чувашскими крестьянами проживали также немцы и латыши, которые вблизи речки Ерыкла обрабатывали земли и занимались заготовкой сена. Расположенный поблизости лес находился в общем пользовании с крестьянами других близлежащих починков. По переписным книгам 1710 года в чувашской деревне Климово «на Камыеве поле» было 25 дворов. По Ландратской переписи 1716 года в деревне Климово проживало 32 человека мужского и 37 человек женского пола, которые платили ясак. Чувашские крестьяне деревни Климово с 1716 года с одного ясака собирали денежные платежи 7 рублей 32 копеек и хлебные взносы: 16 пудов ржаной муки, по 8 пудов ржи и овса.
По данным Ландратской переписи 1717 года и I ревизии податного населения Русского царства 1719-1721 годов населённый пункт находился в составе Князь-Аклычевой сотни Свияжского уезда Казанской губернии. С 1719 года, после разделения губерний на провинции, территория до 1775 года относилась к Свияжскому уезду Свияжской провинции. С 1724 года по 1866 год жители деревни относились к сословию государственных крестьян и занимались животноводством и земледелием. С 1749 года жители деревни стали прихожанами открывшейся в том году церкви Божией Матери Казанской в селе Хормалы. До 1816 года богослужение в Хормалинской церкви вели два священника, затем по желанию христиан указом Казанской духовной консистории был открыт третий штат священников. Один из священников обслуживал часть села Хормалы, селения Нижнее Кляшево и Верхнее Кляшево, Тойси-Паразуси, Климово, Яндоба, часть Нового Чурашево, Ута-Камаево Поле. Священник, обслуживавший деревню Климово, К. И. Сребров окончил богословский курс при Казанской духовной академии. Плату за службу священнослужители получали хлебом и деньгами, и содержались за счёт прихожан.
С 1811 по 1838 годы деревня была в составе Чурашевской волости Цивильского уезда Казанской губернии. С 1838 года территория этой волости до 1861 года входила в состав Хормалинского сельского правления Асановской волости. С 1861 года населённый пункт находился на территории Чурашевского сельского общества Хормалинской волости, на границе с Симбирской губернией.
В 1857 году на реке Хухурле, запруженной в нескольких местах, имелась водяная мельница. В 1864 году в селе насчитывалось 115 дворов. Сельская община имела 18 десятин лесной площади. Жили в курных избах при лучине; зажиточные крестьяне имели мельницы, кузницы.
4 мая 1890 года в деревне была открыта школа грамоты, располагавшаяся в частном доме, в которую были приняты 27 мальчиков. Первым учителем стал Захар Илиодоров, получавший за свою работу 20 рублей в год (жалованье платило епархиальное братство). Учебниками обеспечивал школу епархиальный учебный совет. В 1894 году на средства местного архиепископа, выделившего 50 рублей, и крестьян (170 рублей) было построено отдельное здание школы. В следующем, 1895 году, в школе обучалось 42 мальчика с 9 до 13 лет. Здание вскоре сгорело.
В XIX и в начале XX века для климовцев было характерно проведение полевого обряда учук (чуваш. уй чуке).
В июне 1890 года в Цивильский уезд была направлена экспедиция для выявления возможности прокладки железнодорожной линии в пределах Казанской губернии. 15 июня 1891 года вышло распоряжение императора Александра III, которое разрешило Акционерному обществу Московско-Казанской железной дороги приступить к строительным работам от Рязани до Казани. С осени 1891 года прокладывалась линия между станциями Сасово и Свияжск. Управление Московско-Казанской железной дороги выбрало расположенное в 18 км от села чувашское селение Ибреси местом, рядом с которым расположилась одноимённая станция на линии между городом Алатырем и посёлком Шихраны (ныне город Канаш). Линия прошла в 2 км от деревни и вступила в строй 22 декабря 1893 года.
С 1903 года в селе функционирует храм Покрова Пресвятой Богородицы. К образовавшемуся Климовскому приходу также были приписаны жители деревни Тойси-Паразуси. Членами Климовского религиозного общества являлись 3000 человек. В 1904 году в селе насчитывалось 258 дворов.
По существующей легенде, в 1905 году чебоксарский купец Ефремов для охраны своих лесов и земель в 5 км северо-западнее от Климова нанял жителя села Клементия Молниева и построил для него избушку.
В 1907 году сельская школа грамоты в связи с открытием церкви была преобразована в церковно-приходскую школу, в которой были 55 учащихся и 2 учителя. В 1910 году школа разместилась в двух помещениях церкви, в этот период в школе получали знания 34 ученика (24 мальчика и 10 девочек). В 1911 году в ней обучалось 64 ученика.
В 1909 году чувашская семья климовца Ивана Спиридонова на берегу реки Оки Балаганского уезда Иркутской губернии на пустыре построила дом, надворные постройки, и тем самым основала деревню Новолетники.
В 1912 году церковной старостой был избран крестьянин села Кирилл Леонтьев. 28 октября 1913 года в селе был создан Климовский отдел Союза русского народа. В это время село имело смешанный русско-чувашский состав населения. 15 февраля 1915 года резолюцией архиепископа Казанского и Свияжского Иакова в село Климкасы священником был перемещён Алексей Дмитриевич Краснов (род. 1879). По состоянию на 1916 год на старом кладбище находилась ветхая деревянная часовня.

### 1917—1929 годы

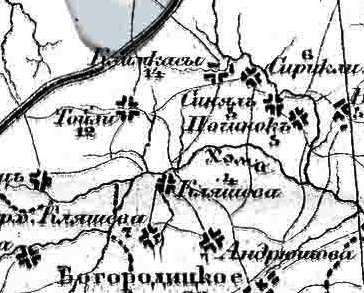
Село Климкасы на карте 1919 года

В Гражданской войне в рядах Красной Армии участвовали 6 климовцев. В период Гражданской войны село находилось под контролем Красной Армии: 11 августа 1918 года был организован Шихранский военно-революционный комитет для снабжения хлебом и фуражом частей Свияжской, Шихранской и Ибресинской групп войск и проходящих под Казань воинских эшелонов. Его власть простиралась на всю территорию Цивильского уезда.
В 1918 году председателем сельского совета был избран Евграфов Илья Евграфович, который до этого служил на Балтийском флоте на канонерской лодке «Храбрый».
В 1920 году село было в составе Хормалинской волости Цивильского уезда Казанской губернии, недалеко от границы с Ядринским уездом Казанской губернии и Буинским уездом Симбирской губернии. 24 июня 1920 года Цивильский уезд был передан в подчинение вновь образованной Чувашской автономной области. 5 октября 1920 года в составе уезда был образован Ибресинский район (на его территории окажется вся Хормалинская волость), который был упразднён 22 июня 1921 года в связи с образованием самостоятельного Ибресинского (Батыревского) уезда.
В 1920-х годах в селе действовали школа первой ступени, ликвидационный пункт неграмотности, библиотека, водяные, ветряная и конная мукомольные мельницы, кузница, работали шерстобитное, шерсточесальное, сапожно-башмачные производства, лаптеплетение, торговые лавки К. Анисимова и М. Фомина. В 1923 году в климовской школе организована первая пионерская дружина из 20 пионеров.
С 21 апреля 1925 года Батыревский уезд был в подчинении Чувашской АССР. С 1 октября 1927 года село — единственный населённый пункт вновь образованного Климовского сельского совета Ибресинского района.
В 1922 году климовские крестьяне А. И. Иванов и Г. И. Андреев поселились в 5 км северо-западнее села. Вскоре в это место стали приезжать другие переселенцы, так образовался населённый пункт Молния. В 1928 году многие климовцы выселялись за пределы села и образовали выселки: Разъезд 275 км (позднее получил название Мерезень), Новое Климово, Алшихово. По мнению краеведа В. Н. Алексеева земли на месте посёлка Алшихово «самовольно были заняты жителями дер. Климово» у жителей деревень Средние- и Нижние Татмыши, которые владели этими землями с 1910 года, но ввиду отдалённости мало обрабатывались и не были освоены татмышцами. В 1929 году в село Большая Уса Куединского района (нынешний Пермский край) переселился климовец Терентий Ефремович Ефремов (1890 г. р.).
С 1927 по 1929 годы председателем Климовского сельского Совета был Тимофеев Никита Тимофеевич (1902—1943).

### 1929—1953 годы
В 1929-1930 годах образован колхоз «Красный фронтовик» (данное название с 1932 года). Первым председателем стал С. М. Шемякин. Первыми колхозниками стали Трофимов Егор, Герасимова Фёкла, Тимофеев Никита, Гордеев Фома, Сенюков Фёдор. Некоторые климовцы в период коллективизации были раскулачены. 1 февраля 1930 года в селе состоялось собрание бедноты и колхозников, которое приняло решение о раскулачивании без выселения жителя села А. К. Кириллова (род. в 1889). Некоторые жители села согласно решениям собрания бедноты и колхозников от 26-27 июля 1931 года на основании постановления ЦИК и СНК СССР от 1 февраля 1930 года были сосланы с семьями на спецпоселение в Уральскую область.
В 1931 году в колхозе появился первый трактор «Фордзон», принадлежавший расположившейся в селе бригаде № 4 Ибресинской машинно-тракторной станции (МТС), обслуживавшей 3 колхоза. Первым трактористом стал климовец Кжеников Гаврил Евдокимович (1904—1976). По другим данным трактористом первого трактора был Игнатьев Дмитрий.
С августа 1931 года Климово — административный центр Климовского сельского совета, которому были подчинены село Алшихово, Разъезд 275 км (будущая деревня Мерезень) и деревня Новое Климово (с 1932 года в подчинении Савкинского сельского совета). По состоянию на 1932 год председателем Климовского сельского совета был И. Максютов. В колхозе имелась комсомольская ячейка. Колхоз строил помещения для содержания лошадей и свиней. В селе имелись мельницы, а также школа, отапливаемая дровами.
В 1933 году был проведён один из первых районных фестивалей «Акатуй», открывавшийся колхозным парадом и митингом. В 1934 году закрыт храм Сретения Господня, а его здание было передано под зернохранилище. В 1930-х годах начал функционировать сепаратный пункт Ибресинского маслозавода.
В конце 1930-х годов в построенном колхозом сельском клубе открыта изба-читальня, в которой имелся шкаф с книгами и несколькими экземплярами газет и журналов. Обязанности библиотекаря исполнял заведующий клубом. В 1930-х годах часть климовских школьников посещала школу в селе Хормалы. В 1936 году был построен клуб со зрительным залом в 150 человек, в нём функционировал коллектив художественной самодеятельности, организованный учителями сельской школы. В этом же году появилась первая автомашина, работал на ней шофёр Ф. Николаев. В 1937 году в здании бывшей церкви и зернохранилища открылась семилетняя школа, директором которой до 1941 года работал П. И. Иванов.
Репрессии, проводимые в СССР в 1937—1938 годах, коснулись также уроженцев села. В частности, тройкой при НКВД ЧАССР 5 декабря 1937 года был обвинён «в ведении активной контрреволюционной подрывной работы и высказываниях антисоветских измышлений» и заключён в исправительно-трудовой лагерь сроком на 10 лет житель села К. А. Афиногенов. С формулировкой «за шпионаж и антисоветскую агитацию» 12 января 1938 года был осуждён и 25 января 1938 года расстрелян уроженец Климова Т. Е. Ефремов, арестованный 5 декабря 1937 года в селе Большая Уса (Свердловская область). В Алатыре органами НКВД 17 сентября 1937 года были расстреляны уроженцы села И. Е. Евграфов, А. М. Макаров, В. Д. Орлов. Уроженец и деревни Савельев М. С. в 1930-х годах арестовывался дважды: в первый раз, будучи владельцем мельницы и арендатором земли, был арестован 25 марта 1932 года и Особой тройкой при ПП ОГПУ Нижкрая 10 июля 1932 года приговорён к заключению «в концлагерь сроком на 3 года» по обвинению по ст. 58 п. 10 УК РСФСР («Вёл антисоветскую агитацию»); во второй раз, будучи единоличником, по той же статье Спецтройкой при НКВД ЧАССР 25 октября 1937 были приговорён к заключению «в ИТЛ сроком на 10 лет».
С 1937 по 1941 годы уроженец села Ф. З. Захаров работал главным редактором районной газеты «Колхоз пурнăçĕ».
В 1939 году в доме П. А. Краснова был открыт трахоматозный пункт. К 1940 году в климовской школе насчитывалось 235 учеников. В 1941 году драматический коллектив учителей со спектаклем чувашского драматурга Ф. П. Павлова «Ялта́», что в переводе с чувашского: «В деревне», занял первое место на республиканском конкурсе и должен был поехать в Москву, однако в связи с началом войны поездка была отменена.
С началом Великой Отечественной войны на фронт отправились 250 климовцев, в том числе 2 женщины: В. В. Короткова и П. М. Герасимова. В это время некоторые жители села участвовали в строительстве Сурского оборонительного рубежа (1941—1942), работали железнодорожниками на участке Казанской железной дороги. С 1941 год по 1945 год в селе базировалось подразделение Ибресинской лётной школы: в здании сельского клуба размещалась столовая для лётчиков, а в здании школы (бывшей церкви) — общежитие. На аэродромах авиашколы, один из которых находился вблизи села, в первой половине 1943 года без ног, на протезах учился летать после ранения легендарный лётчик, старший лейтенант А. П. Маресьев. Здесь, в промежутке после июля 1943 до мая 1944 годов, на учебно-тренировочных самолётах УТ-2 учились летать сыновья высокопоставленных деятелей советского государства и ВКП(б): сын секретаря ЦК ВКП(б) А. С. Щербакова, будущий Герой Советского Союза Александр Щербаков и сын члена Государственного комитета обороны А. И. Микояна Алексей Микоян. Начальник авиашколы А. Ф. Белецкий писал, что «авиашкола, которая размещалась в Ибресях и в его окрестностях, в Чуваш-Тимяшах, с. Климово, Новых Шорданах Канашского района, была на хорошем счету в системе ВВС». По словам Белецкого: «Люди из Ибресь, Климова, Чуваш-Тимяшей помогали школе очень усердно».
В этот период председателем колхоза «Красный фронтовик» был Баранов Калистрат Трофимович, в сентябре 1942 года вернувшийся на родину с фронта (награждён медалью «За отвагу», медалью «За боевые заслуги») и алма-атинского госпиталя (был демобилизован по инвалидности).
Во время войны в селе продолжал действовать пункт по борьбе с трахомой (трахоматозный пункт). В феврале 1944 года в селе появилась первая комсомольская организация.
Во время войны погибло 120 климовцев. Уроженец деревни, парторг стрелкового полка, старший сержант С. Ф. Фёдоров погиб 18 августа 1944 года и похоронен в Литовской ССР. Климовец В. Т. Егоров (1926 года рождения) в звании старшего сержанта, в должности командира пулемётного отделения 2-го мотострелкового батальона 42-го механизированного полка 10-й механизированной Краснознамённой дивизии 25 армии 1-го Дальневосточного фронта служил в Пхеньяне (Северная Корея), погиб в бою 10 июня 1947 года; похоронен на русском кладбище в Пхеньяне. После войны в селе Климове был установлен обелиск с именами погибших в годы Великой Отечественной войны климовцев. Уроженец села Долгов Павел Иванович (1916 г. р., майор, в РККА с 1937 года) 29 августа 1944 года был награждён орденом Боевого Красного Знамени.
В 1946 году в доме А. К. Кириллова открылся фельдшерский пункт. В 1940-х в селе открылся родильный дом. В 1947 году в сельском клубе была открыта библиотека, в 1951 году получившая статус сельской.

### 1954—1991 годы
В 1950-е годы колхоз «Красный фронтовик» (председатель колхоза с 1951 по 1957 гг. Захаров Ф. З.) объединился с колхозами «Оборона», «Красный металлист» (Тойси-Паразуси), «Красная звезда» (Алшихово и Мерезень), им. Мичурина. В 1957 году построена колхозная электростанция, были электрифицированы производственные и социально-культурные объекты, а также жилые дома (с 1957 года председатель колхоза В. М. Родионов). В 1958 году по ул. К. Маркса, 5а колхозом «Красный фронтовик» построены зерносклады на 100 и 300 тонн.
В 1950-е и 60-е многие климовцы страдали от трахомы. Лечились они в сельском травмпункте. В этот период одновременно с сельским фельдшерским пунктом при колхозе «Красный фронтовик» работал здравпункт.
В 1960 году Климовская семилетняя школа преобразована в восьмилетнюю. В 1961 году было построено кирпичное здание школы для начальных классов. В 1960-х годах были организованы хлебопекарни потребительской кооперации.
После административной реформы, в ходе которой был упразднён Ибресинский район, с 20 декабря 1962 года до 14 марта 1965 года село находилось в составе укрупнённого Канашского района.
По Заводской ул., 3 в 1962 и 1970 годах колхоз построил столярный цех и здание пилорамы. В 1965—1967 годах в обход села была построена автодорога из Канаша в Ибреси, ранее грунтовая дорога проходила по Канашской ул. В 1967 году председателем Климовского сельсовета был О. Кузнецов.
В 1967-1968 годах построено новое здание клуба на 200 мест. В новом здании расположилась сельская библиотека, в которой проводились литературные и тематические вечера, лекции и др. Библиотека признавалась лучшей в районе в течение ряда лет. В 1970 году на базе клуба был организован дом культуры, в котором функционировали драматический, вокальный, хореографический и фотокружок. Коллектив драматического кружка ставил спектакли чувашских писателей. Библиотекарем работала заслуженный работник культуры Чувашской АССР И. П. Яковлева (с 1955). В 1984 году дом культуры был признан «Клубом отличной работы».
В 1976 году были построены одноэтажное производственное здание свинотоварной фермы общей площадью 5229,49 м² и здание свинарника общей площадью 533,04 м² (ул. Набережная, 1а).
С декабря 1978 года по июль 1995 года председателем колхоза «Красный фронтовик» являлся заслуженный работник сельского хозяйства Чувашской АССР А. Н. Кузьмин.
В 1979 и в 1985 годах по ул. К. Маркса, 5а дополнительно построены зерносклады на 500 и 1000 тонн.
В 1980 году была пробурена скважина и построена водонапорная башня. В 1981 году была введена в эксплуатацию плотина на овраге севернее села, вблизи здания фермы. Также имеются плотины непосредственно на территории села, на западной окраине, а также в 0,5 км севернее от Климово.
17-18 марта 1982 года в селе побывала собирательская и научно-исследовательская экспедиция Чувашского государственного художественного музея в составе Г. Н. Иванова и В. А. Рязанцева, которыми было собрано для музея 33 экспоната.
В 1983 году завершилось строительство одноэтажного производственного здания коровника на 400 голов.
Некоторое время председателем исполкома Климовского сельского совета была Ильина Мария Ивановна.
В 1985 году в селе открыт детский сад. В 1991 году открыта средняя общеобразовательная школа в новом двухэтажном кирпичном здании.

### Современность

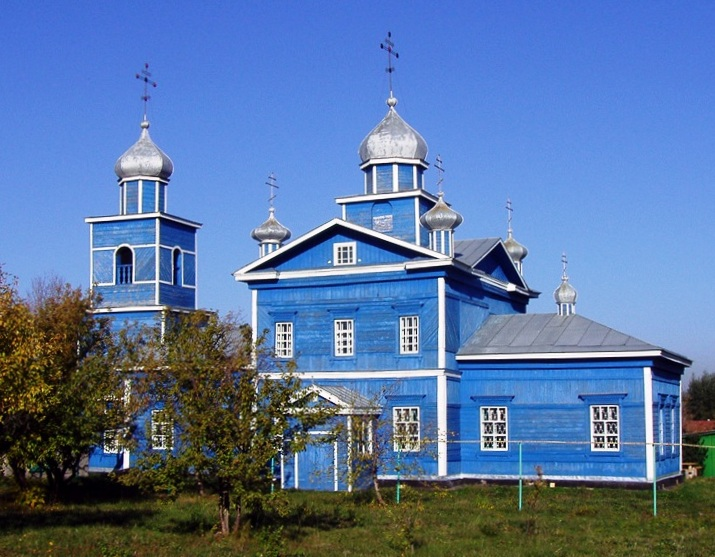
Отреставрированное здание православной церкви Покрова Пресвятой Богородицы (2010)

В период после 1991 года молодые жители стали уезжать из селя в связи с безработицей. Типичным для окрестностей села этого периода являлся упадок сельскохозяйственной деятельности колхоза «Красный фронтовик».
Главой сельского поселения в мае 1993 года стала Заслуженный работник культуры Чувашской Республики И. В. Ильина. В 1993 году был вновь открыт храм Покрова Пресвятой Богородицы, который 4 сентября 1993 года был освящён архиепископом Варнавой. С 1995 по 1996 годы велись работы по реконструкции церкви.
В 1990-х годах в селе напротив обелиска был установлен памятник Неизвестному солдату. По обе стороны постамента сооружена кирпичная стена с именами погибших воинов-земляков.
15 февраля 1995 года настоятелем церкви стал выпускник Московской духовной семинарии Пантелеймон Пегасов. Земли Климовского сельского поселения в 1995 году подверглись засухе. Проблемой села 2000-х годов оставались пьянство и самогоноварение.
В 2006 году на базе сельской библиотеки образована модельная библиотека, насчитавшая 10579 экземпляров книг, 165 компакт- и CD-дисков. При библиотеке действовал женский клуб «Шараппа». Село заняло третье место в районе в конкурсе на лучший благоустроенный населённый пункт.
В мае 2006 года село посетил Президент Чувашской Республики Н. В. Фёдоров. 1 марта 2007 года в селе побывал депутат Государственной думы П. В. Семёнов, который подарил ученикам школы комплекты спортивного инвентаря. В ноябре 2007 года в селе в рамках реализации чувашско-немецкого проекта «Долгосрочное развитие сельских регионов Чувашской Республики» побывали руководитель команды проекта эксперт "ИАК «Аграр консалтинг» Гуидо Яношек и краткосрочный эксперт по работе с женскими объединениями Анна Гайслер.
28 января 2012 года в сельском доме культуры прошло собрание, в ходе которого были подведены итоги социально-экономического развития Ибресинского района за 2011 год. В работе собрания приняли участие председатель Государственного Совета Чувашской Республики Ю. А. Попов, заместитель председателя Кабинета Министров М. Г. Ноздряков, депутаты чувашского парламента, министры Кабинета Министров Чувашской Республики, а также иные государственные и муниципальные деятели.
20 февраля 2015 года на автодороге «Аниш» возле села произошло ДТП, в результате которого погибли 6 человек.

## Население
На карте этнографических групп и подгрупп Чувашии, территория села относится к населённым пунктам, заселённым северной (урюм-анишской) подгруппой группы низовых чувашей (анатри). На 2002 год 98 % населения села составляли лица чувашской национальности.
До конца 1970-х годов для села были характерны многодетные семьи.
Преобладают чуваши, православного вероисповедания, являются прихожанами сельского православного храма Покрова Пресвятой Богородицы.
Численность постоянного населения в 2010 году 1040 человек, в том числе: мужчин 516 чел., женщин 524 чел. Детей в возрасте: до 6 лет 54 чел., от 7 до 13 лет 79 чел.. от 14 до 15 лет 42 чел. Количество пенсионеров: 173 человека. Численность населения, имеющего образование: начальное — 88 чел., неполное среднее — 59 чел., среднее — 386 чел., среднетехническое — 256 чел., незаконченное высшее — 41 чел., высшее — 154 человека. Численность работающих в крестьянских (фермерских) хозяйствах: 8 человек. На 2009 год в селе проживало 2 ветерана Великой Отечественной войны.
| Численность населения |      |       |       |       |       |
| 1795                  | 1858 | 1897  | 1926  | 1939  | 1979  |
| 241                   | ↗783 | ↗1313 | ↗1581 | ↘1251 | ↘1031 |

| 1989 | 2006  | 2010  | 2012  | 2015  |
| ---- | ----- | ----- | ----- | ----- |
| 983  | ↗1057 | ↘1015 | ↗1038 | ↘1023 |

20 марта 2015 года юбилейная медаль «70 лет Победы в Великой Отечественной войне 1941—1945 гг.» была вручена 11 ветеранам села Климова.

## Экономика села

### Местное хозяйство

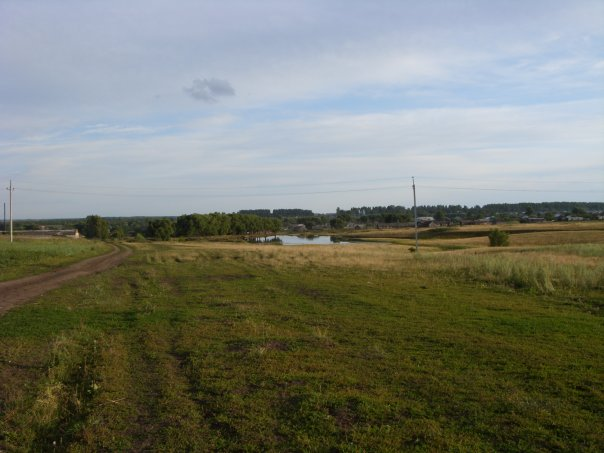
Пруд Верхний вблизи животноводческой фермы (2009)

С момента образования села жители занимались различными видами сельскохозяйственной деятельности. Традиционными видами деятельности считаются хлебопечение, маслоделие, птицеводство, скотоводство, коневодство. С начала 1990-х годов многие жители работают в организациях и предприятиях посёлка Ибреси, Чебоксарах и в Москве. В селе имеется молочно-товарная ферма и свинотоварная ферма. Традиционно развивается бортничество.
В частном приусадебном хозяйстве жители, в основном, заняты огородничеством. Развито хмелеводство. Садоводство развивается различными сортами яблони, крыжовника, малины, смородины, сливы, винограда, тёрна и др. На северо-востоке от села расположены хмельник и обширный яблоневый сад.
Скотоводство представлено выращиванием крупного рогатого скота (коровы), овец, коз. У многих хозяев есть лошади. Также разводят свиней и кроликов. Почти в каждом дворе есть домашняя птица. К 2000-м годам сократилось поголовье скота, выращиваемого в личных подворьях.
Пресная вода обеспечивается имеющимися колодцами. Улица Молодёжная обеспечена водопроводом.
Из общей площади поселения пашня занимает 155 га; сельскохозяйственные угодья — 270 га; кормовые угодья (пастбища, сенокосы) — 115 га, личные подсобные хозяйства занимают 224 га. На 1 января 2010 года в колхозе «Красный фронтовик» работали 27 человек. Общая площадь обрабатываемой земли колхоза «Красный Фронтовик» составляет 1300 га (2013).

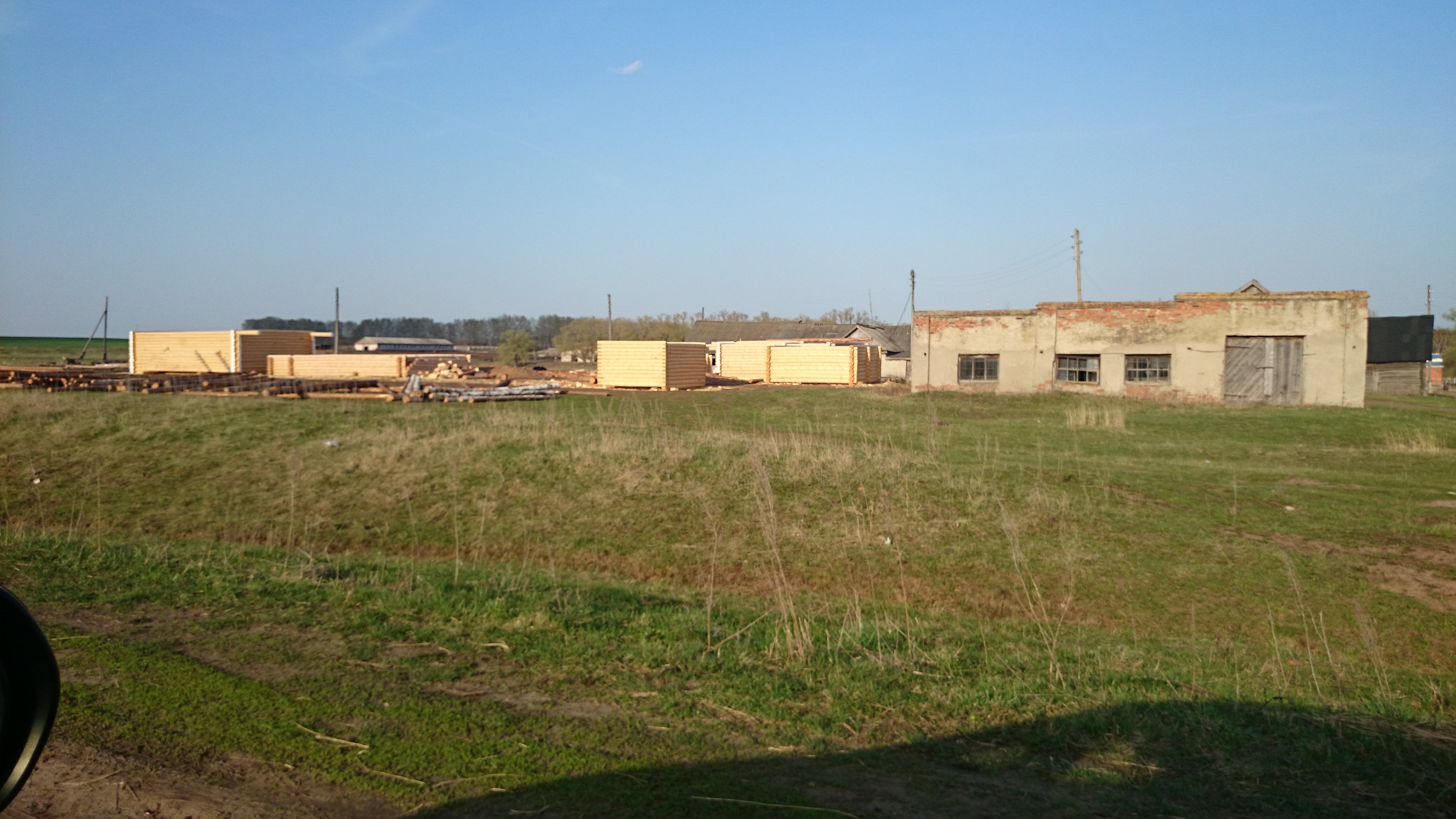
Изготовление срубов в Климове (2 мая 2014)

В селе функционируют находящиеся на балансе колхоза столярный цех, пилорама, шерстебойка, механическая мельница, коровник на 400 голов, зерносклады, свинотоварная ферма, свинарник, мельница, производственные, административные и вспомогательные здания колхоза. Колхоз также является семеноводческим хозяйством по возделыванию семян зерновых и зернобобовых культур. Планировалось (2003), что колхоз будет развивать специализацию по производству сои, предполагалось, что его объёмы достигнут к 2010 году уровня 41 тонн.
Количество крестьянских (фермерских) хозяйств в 2010 году: 1. Количество личных подсобных хозяйств: 301. В селе функционировали фермерское хозяйство и предприятие индивидуального предпринимателя (бывшего председателя колхоза «Красный фронтовик») С. В. Лабинова. Кроме колхоза «Красный фронтовик» на территории села зарегистрированы ООО «Красный фронтовик», сельскохозяйственный потребительский обслуживающий кооператив «Прогресс», ООО «Агропродукт».

### Социально-бытовое обслуживание

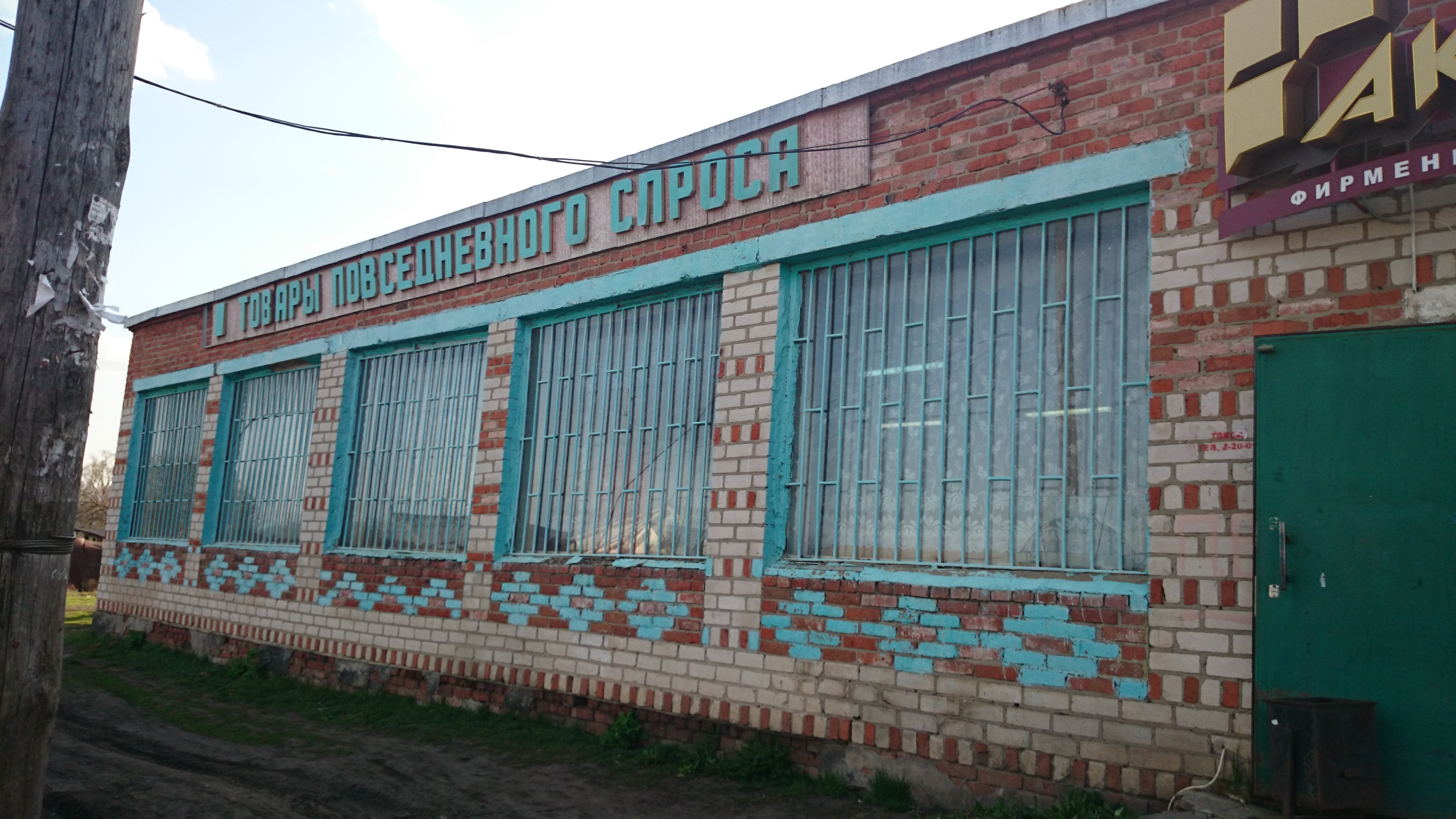
Климовский магазин потребительской кооперации (2 мая 2014)

Предприятия торговли представлены магазинами потребительской кооперации и индивидуальных предпринимателей. В селе имеются дом культуры, библиотека, отделения «Сбербанка» и «Росгосстраха». Медицинское обслуживание жителей села обеспечивают фельдшерско-акушерский пункт, Новочурашевская участковая больница и Ибресинская центральная районная больница.
В 1990-2000 годах закрытым акционерным обществом «Волгогазстрой» село было обеспечено газопроводом низкого давления. В 2001 году проложено почти 6 километров газовых сетей. В большинстве домов также дополнительно имеются печи. Пожарная безопасность также поддерживается жителями села, входящими в состав дружины добровольной пожарной охраны Климовского сельского поселения, имеющей пожарную машину.
Электроснабжение осуществляется от системы предприятия «Чувашэнерго» через опорные подстанции «Рассвет» и «Ибреси». Близ села проходит воздушная линия электропередачи ВЛ-0,4 кВ от КТП-13.
Жители села имеют возможность проводить спортивные мероприятия на двух спортивных площадках школы, а также в школьном спортзале.
Для захоронения умерших используется кладбище, расположенное у северного пруда села Климова (Кладбищенский пруд).
В селе введён местный «налог по вывозу мусора», от которого, как и от иных местных налогов, с февраля 2013 года в соответствии с решением собрания депутатов Климовского сельского поселения освобождены участники боевых действий.
Колхозники имели возможность пользоваться профилакторием колхоза «Красный фронтовик», который содержался на средства колхоза, лечебная деятельность в нём была организована Ибресинской ЦРБ.
На общественных началах управлением делами села занимается староста, основной задачей которому вменяется связь с населением. При участии старосты организуются работы по спиливанию аварийных деревьев, устанавливаются доски объявлений, откос сорной травы, вывоз ТБО, ликвидация несанкционированных свалок, очистка кладбищ, работа по озеленению, ремонтируются мостики вдоль речек.

### Связь и транспорт

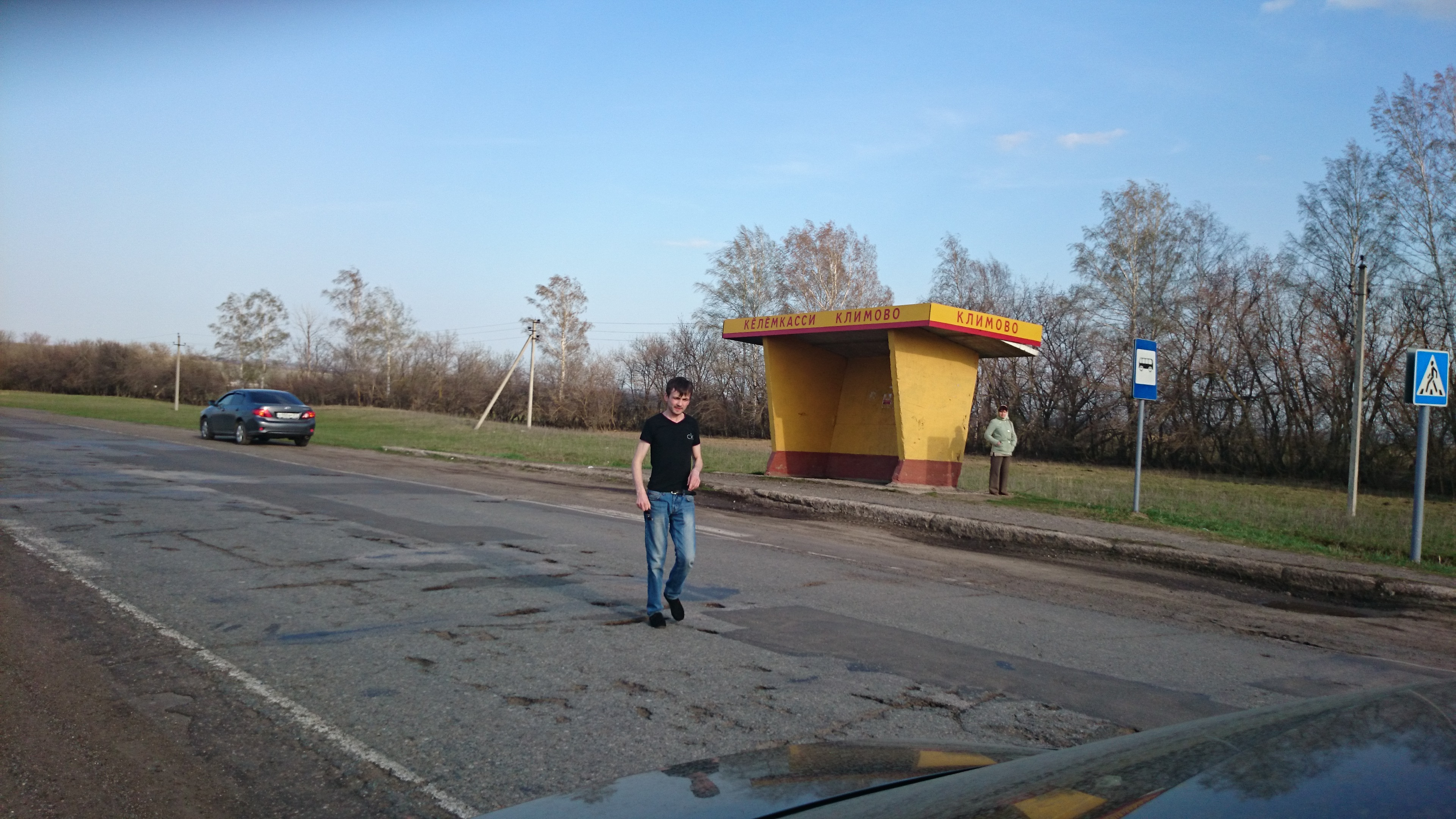
Остановка общественного транспорта на республиканской автодороге 97К-002 «Аниш» (2 мая 2014)

Село телефонизировано. Доступна сотовая связь, обеспечиваемая операторами «Билайн», «МегаФон» и «МТС». Ближайшее отделение «Почты России» находится в деревне Тойси-Паразуси. За счёт частных и республиканских инвестиций в Климове доступны Интернет и спутниковое телевидение.
Источником информации о жизни района для жителей посёлка является районная газета «Çентерÿшĕн!» («За Победу!») и интернет-портал Климовского сельского поселения.
Сообщение с республиканским и районным центрами: автобусное, обеспечиваемое предприятиями автотранспорта городов Чебоксары, Канаша, а также посёлка Ибреси. Ближайшая железнодорожная станция расположена в городе Канаше. В лесу в 4 км от села находится остановочный пункт 275 км Горьковской железной дороги с перроном.
По южному краю села проходит региональная автодорога 97К-002. Имеется остановочный пункт маршрутных автобусов. В 2008 году было окончено строительство автомобильной дороги V категории до посёлков Мерезень и Алшихово.
Дороги на улицах села грунтовые, твёрдое покрытие имеет сквозная дорога села по Мостовой ул. Многие жители села, кроме легковых автомобилей, имеют в собственности грузовые автомобили и тракторы. Традиционно жители пользуются гужевым транспортом, велосипедом и мотоциклами. На 2013 год в Климовском сельском поселении в собственности индивидуальных владельцев было зарегистрировано 43 трактора.

## Образование, спорт и культура

### Образование

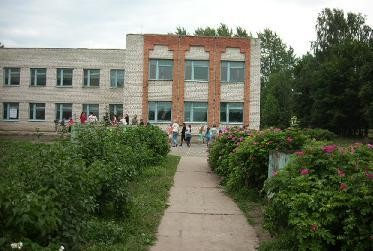
Здание школы (введено в эксплуатацию в 1991 году)

С 1985 года в Климове функционирует детский сад «Теремок». Численность детей: 48 (2010). Численность педагогических работников: 8 (2010). На август 2013 года в детском саду сформированы 3 группы: ясли, средняя и старшая, всего около 60 воспитанников.
Среднее образование жители села получают в средней общеобразовательной школе. До 1992 года в ней обучали только до 9 класса. Местную школу посещают также школьники из деревень Мерезень, Алшихово, Тойси-Паразуси, Нижнее Кляшево. В 2009—2010 учебном году в школе работал 21 учитель, обучались 229 учеников. В зданиях детского сада и школы расположены музеи.
1 сентября 2011 года в Климовской школе побывали народный писатель Чувашской Республики Михаил Юхма и выпускник школы, депутат Государственного Совета Чувашской Республики В. А. Ильин, который подарил своей родной школе 474 книг, также каждому учащемуся и работнику школы по одному экземпляру поэмы «Нарспи» Константина Иванова.
В 2013 году школу закончили 15 школьников. 1 сентября 2013 года она приняла 165 детей, в том числе 15 первоклассников.
Ученица Климовской школы Татьяна Новикова на международном фестивале-конкурсе исполнителей детских песен «Чунга-Чанга», проходившем с 31 июля по 3 августа 2013 года в Москве, заняла 1 место в возрастной категории 7-12 лет.

### Культура и общественная жизнь

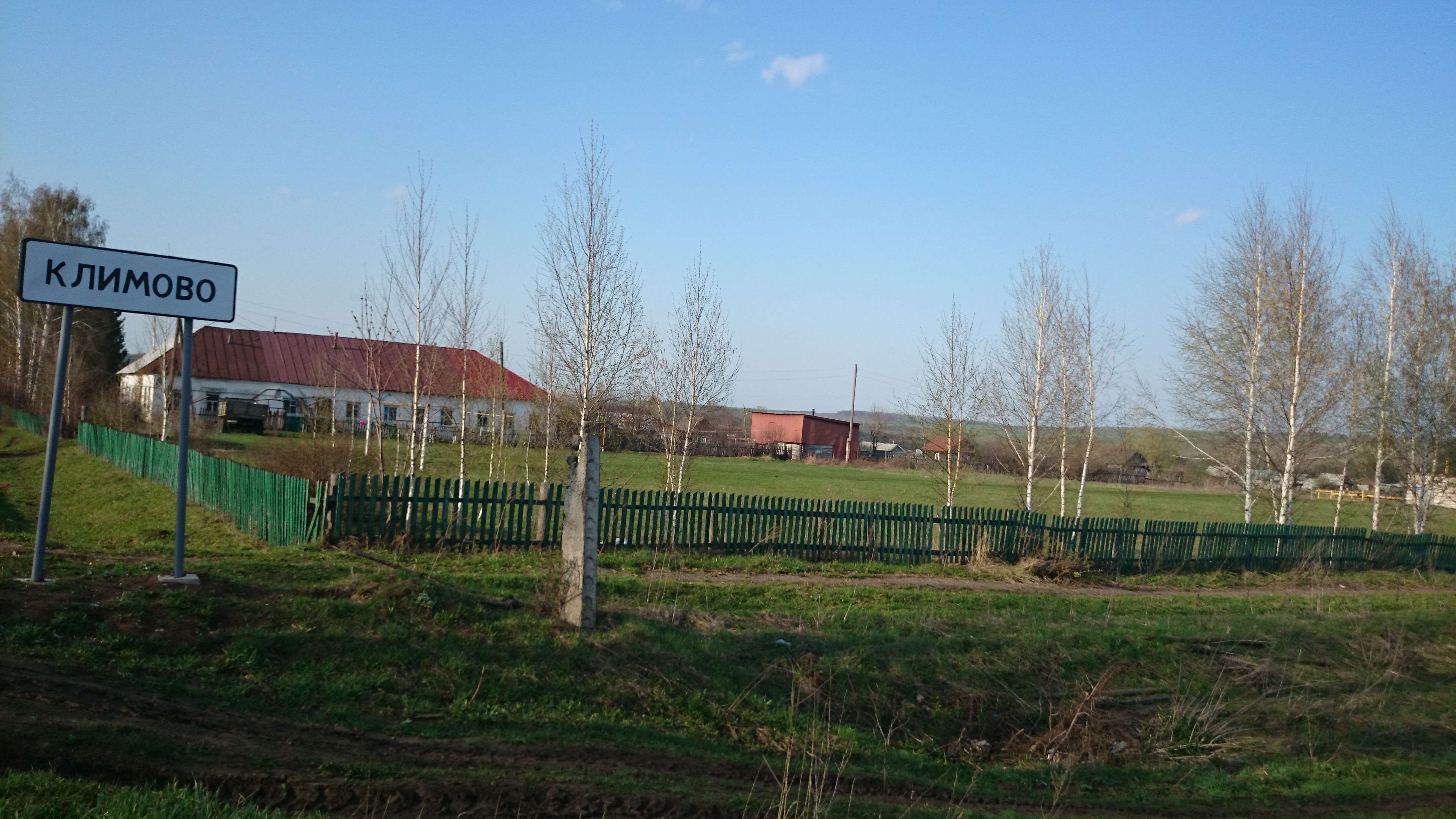
Главный сельский стадион (2 мая 2014)

В селе находится филиал Ибресинской детско-юношеской спортивной школы. С 1996 года в селе проводится республиканский турнир по вольной борьбе на призы О. А. Маркиянова, первого мастера спорта СССР по вольной борьбе из чувашских спортсменов, уроженца села. В селе популярны мини-футбол (сельская команда «Урожай»), лыжные гонки, гиревой спорт, полиатлон, вольная борьба, настольный теннис, шахматы, волейбол. Преподаватель физической культуры Климовской школы В. В. Пашков подготовил двух мастеров спорта и 9 кандидатов в мастера спорта, 9 чемпионов Чувашии по различным видам спорта. Развит конный спорт: климовские наездники становились победителями республиканского конно-спортивного турнира «Кони Камаева поля» (Новое Чурашево). Из учащихся средней школы образована команда по мини-футболу «Темет-2». Климовская команда «Урожай» в 2012 году заняла 2-е место (из 13 команд) в Кубке совета работодателей Ибресинского района, уступив команде «Труд» из Ибресь, в феврале 2013 года заняла 3-е место в турнире по мини-футболу на призы районной газеты «За Победу».

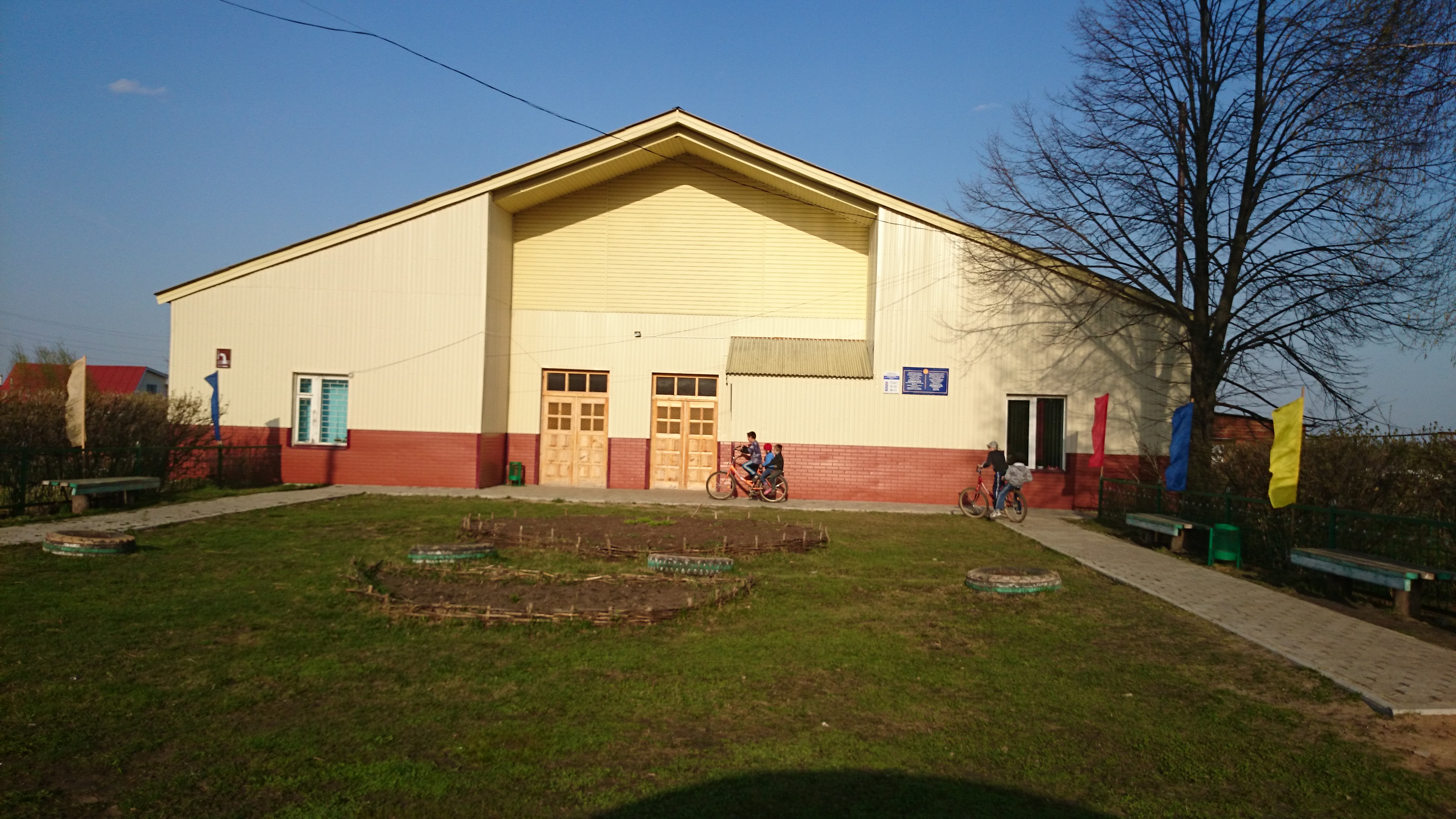
Климовский сельский Дом культуры, 2 мая 2014

В селе функционирует филиал Ибресинской детской школы искусств, в котором организован фольклорный ансамбль «Шăнкăрма». Жители села также организовали танцевальную группу «Энергия». При сельском доме культуры организован коллектив художественной самодеятельности и женский клуб «Шураппа» (2012).
В селе в усечённом варианте сохраняются традиции рекрутских обрядов. Развито декоративно-прикладное искусство (мастер А. Е. Ефимов). 8 декабря 2011 года в селе состоялся очередной зональный конкурс театральных коллективов, в котором участвовал также климовский драматический коллектив.
В V республиканском телевизионном конкурсе исполнителей детской чувашской песни «Мехел» ансамбли «Шăнкăрма» и «Хĕвелпи» вышли на гала-концерт, который состоялся 20 апреля 2013 года на сцене Чувашской государственной филармонии. В номинации «Ансамбли и хоры» ансамбль «Хĕвелпи» получил Диплом лауреата III степени и стала бронзовым призёром; ансамбль «Шăнкăрма» получил диплом финалиста конкурса. Коллективы приняли участие в Международном фестивале-конкурсе детского, юношеского и молодёжного вокального творчества «Звучи и пой» (Краснодар); фольклорный ансамбль «Шăнкăрма» в номинации «народное пение» стал лауреатом 2 степени.
25 ноября 2011 года в доме культуры проходил финал районных игр КВН. 9 апреля 2012 года Дом культуры был преобразован в муниципальное учреждение культуры «Климовский информационно-культурный центр». По итогам 2011 года в центре функционировало 19 клубных формирований с числом участников 318 человек: хоровые детский и взрослый, драматические взрослый и детский, танцевальный взрослый и детский, 3 фольклорных (взрослая, младшая, детская), женский вокальный ансамбль «Гармония», кружок сольного пения «Лейся, песня», работает «Климовский народный хор». 26 октября 2012 года в центре состоялся районный конкурс-фестиваль театральных коллективов «Театральный Олимп — 2012».
В декабре 2011 года в Москве, на проходившем межрегиональном конкурсе-фестивале «Алтарь Отечества» с работой «Портрет моей сестрёнки» в номинации «Изобразительное искусство» заняла 3 место уроженка села Наталия Петрова. Она же ещё в 2008 году стала победителем II всероссийского конкурса детского и юношеского рисунка «Мы рисуем Кремль!». Её картина выставлялась в Оружейной палате Московского Кремля.
Летом 2012 года в селе при администрации Климовского сельского поселения была организована подростковая трудовая бригада «Coca-Cola», ставшая победителем районного конкурса на «Лучшую подростковую трудовую бригаду Ибресинского района 2012 года». Коллектив, созданный в основном из учеников художественной школы, участников ансамбля «Шăнкăрма» и танцевальной группы «Энергия», был задействован в работе по благоустройству поселения.
В декабре 2012 года в доме культуры была развёрнута передвижная выставка работ советского живописца В. Л. Немцева.
3 июня 2013 года в зале информационно-культурного центра была показана комедия А. М. Горбачёва «Василиса кин кĕртет» («Коса на камень»), поставленная артистами Чувашского государственного академического драматического театра им. К. В. Иванова; 13 июля на сцене центра прошёл театрализованный концерт с участием актёров театра, среди которых, народная артистка СССР В. К. Кузьмина. 22 сентября 2013 года в Климове побывала группа студентов (этнографическая экспедиция) исторического факультета Московского государственного университета им. М. В. Ломоносова под руководством преподавателя МГУ, этнолога Д. Опарина.

## Планировка и архитектура села

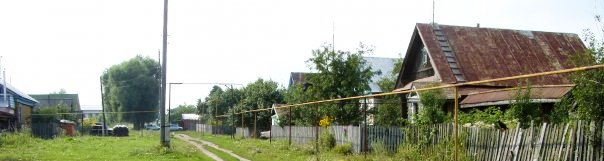
Линия газификации на одной из старых улиц села (2009)

В селе 361 двор (2011). Жилые дома в селе кирпичные или деревянные, некоторые построены более полувека назад. Многие деревянные дома из бруса облицованы кирпичом.
Дворы, как правило, имеют П-образную планировку, имеют ворота. Сады примыкают к фасаду жилых домов и огорожены заборами. Земельные участки жителей огорожены только по периметру села (между участками разных хозяев заборы, как правило, отсутствуют). Огороды и гумна тянутся вокруг села.
В селе 11 улиц. Через протекающую по центру села речку Хухурла построено 8 мостов (2013): четыре автомобильных моста и четыре пешеходных моста.
5-комнатный жилой дом, принадлежащий уроженцу села журналисту Абрамову А. С., неоднократно включался в список домов, представленных на конкурс «Лучший индивидуальный жилой дом, построенный населением Чувашской Республики» (2002, 2004). Житель села пенсионер Ф. А. Алексеев построил теплицу из стеклянных бутылок (2013).
К примечательным архитектурным сооружениям села также относятся здание Дома культуры (обновлён в результате ремонта в 2009), Храм Покрова Пресвятой Богородицы, новое здание средней школы, здание детского сада, старое здание начальных классов школы (в настоящее время — многоквартирный жилой дом), здание животноводческой фермы колхоза «Красный фронтовик» и водонапорная башня с артезианской скважиной. В селе напротив магазина райпо расположено перевезённое в 1930-х годах из Алшихово здание, в котором размещались правление и клуб алшиховского колхоза; некоторое время в нём размещался медпункт.
|                                                                                           |  |                                                          |  |                                      |
| Многоквартирный дом по улице Школьная (2014); до 1991 года — здание младших классов школы |  | Старое производственное здание по улице Заводской (2014) |  | Частный дом по улице Мостовой (2014) |

## Климово в искусстве
Селу посвящена картина народного художника Чувашской Республики живописца В. Л. Немцева «Климово» (1978).
Чувашский писатель Виктор Рзай после посещения Климово написал одно из своих произведений (очерк) «Юрлас килет» («Хочется петь»).